# Utva 66
L'UTVA 66 est un avion utilitaire léger et de liaison à décollage et atterrissage court (ADAC) produit en Yougoslavie. Développé à partir de l'UTVA 56, il a effectué son premier vol en 1966, il devait équiper majoritairement l'Armée populaire yougoslave.

## Description

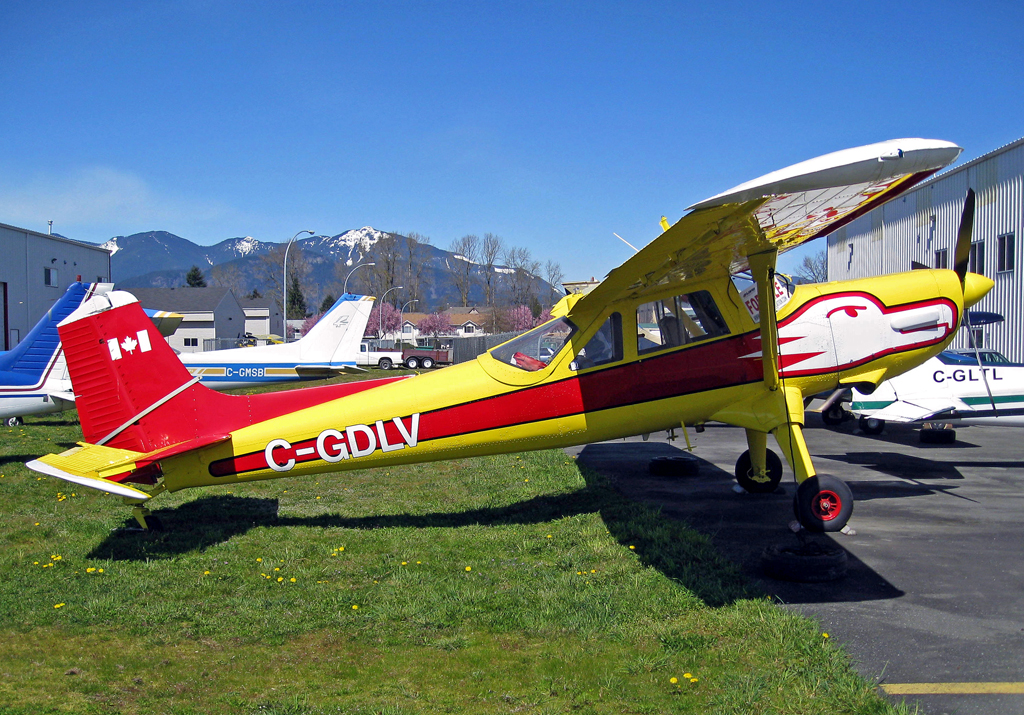
UTVA-66 civil au Canada en 2008.

L'UTVA 66 est dérivé de l'UTVA 56, doté de becs de bord d'attaque fixe et d'une queue agrandie.
L'avion a été conçu pour opérer à partir de terrains non préparés. Ses caractéristiques ADAC sont obtenues grâce à des becs de bord d'attaque fixes, des ailerons tombants. Le cockpit est équipé de double commandes. Le siège avant droit et les sièges arrières peuvent être retirés pour installer deux civières.
La version 66H ("Hidro") est équipé de flotteurs à la place du train d'atterrissage fixe pour opérer à partir de lacs, ils peuvent être remplacés par des skis. 

## Usages opérationnels
130 UTVA 66 ont été construit.

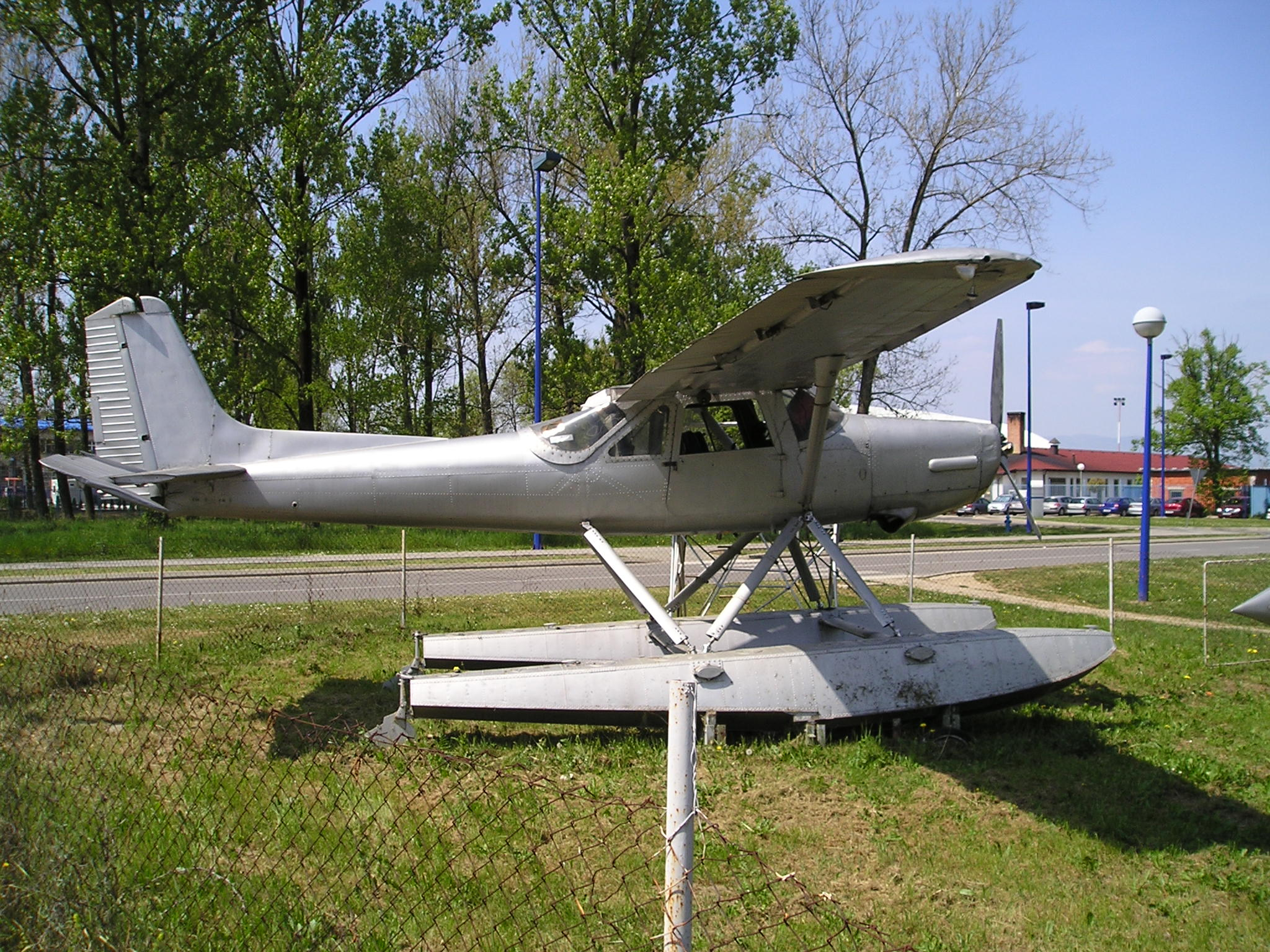
Utva 66 Hydro

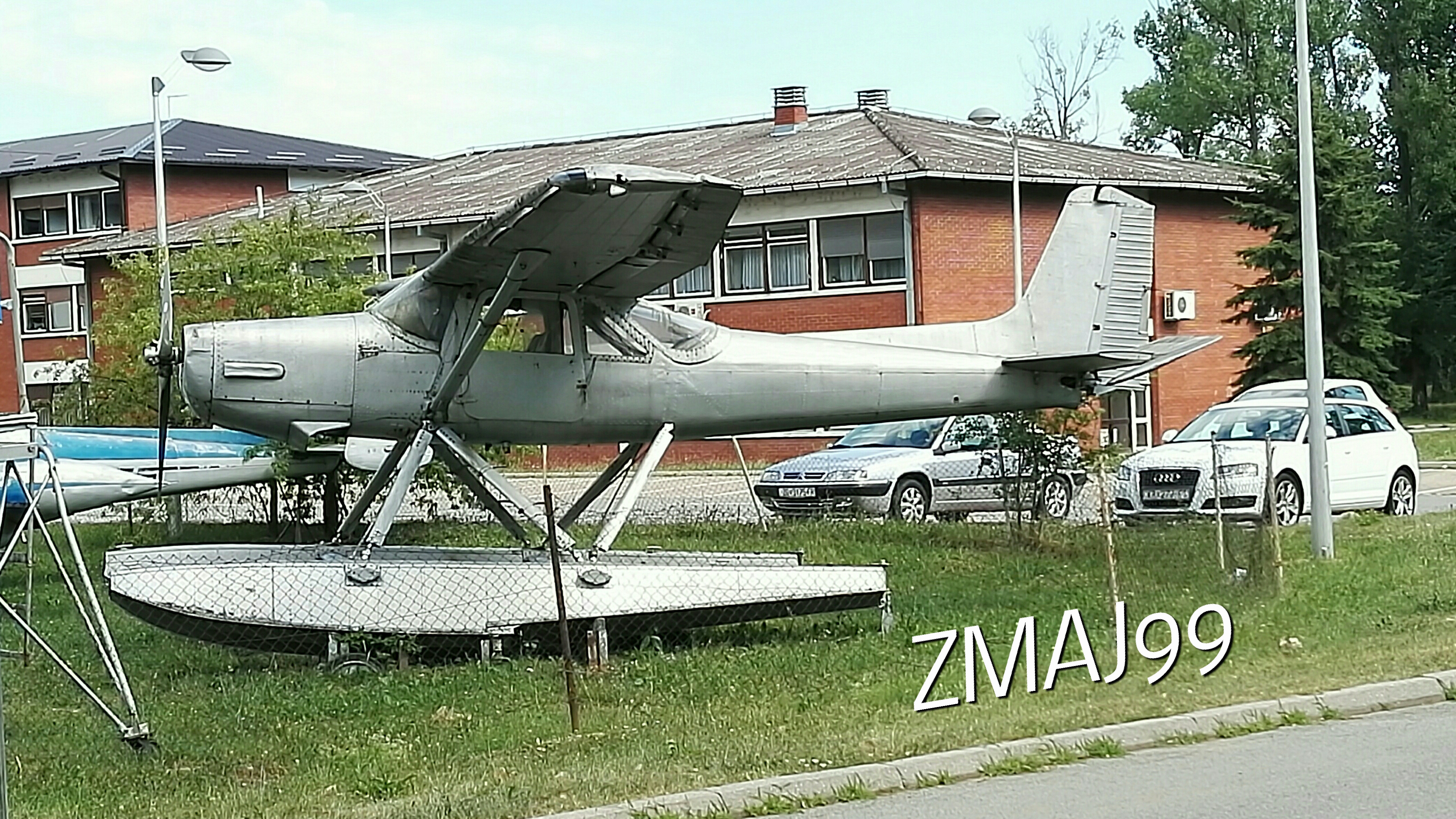
Utva 66 avec flotteurs.

Pendant les guerres de Yougoslavie au début des années 1990, certains appareils sont tombés entre les mains des forces slovènes et croates. Le dernier appareil a été retiré du service actif en 1999.
Ainsi, un certain nombre d'appareils ont ensuite été vendus sur le marché civil au Canada et aux États-Unis aux il sont utilisé comme avion utilitaire.

## Variantes
- 66AM : Version sanitaire[2]
- 66H : Version à flotteur[2]
- 66V : Version armée pouvant être équipée d'armement sous voilure[2].

## Utilisateurs militaires
- Bosnie-Herzégovine
  - Forces armées de Bosnie-Herzégovine
- Croatie
  - Forces armées de la république de Croatie[2]
- Macédoine du Nord
  - Armée de l'air macédonienne
- Serbie
  - Armée de l'air serbe
- Slovénie
  - Forces armées slovènes[2]
- Yougoslavie
  - Armée populaire yougoslave[2]

## Avions préservés
- Serbie
  - Musée de l'Aviation de Belgrade : Plusieurs UT 66 en différentes versions dont des prototypes y sont préservé[4].